# Базельська музична академія
Базельська музична академія (нім. Musik-Akademie der Stadt Basel) — швейцарська консерваторія, розташована в Базелі.
Заснована в 1867 році як Загальна музична школа (нім. Allgemeinen Musikschule) з ініціативи благодійного товариства «Gesellschaft für das Gute und Gemeinnützige Basel»і патрона Базельських сирітських будинків Йоганна Якоба Шойблін-Фегтліна. Першим директором до 1896 р. був Зельмар Багге. Його змінив Ганс Губер, який очолював школу в 1896-1918 роках і заснував у 1905 році Базельську консерваторію для музичної освіти більш високого рівня. Надалі серед керівників консерваторії був, зокрема, Ганс Мюнх (1935-1947). У 1933 році в Базелі була створена Schola Cantorum Basiliensis — музичний навчальний заклад, присвячене переважно старовинній музиці; біля його витоків стояли Пауль Захер, Август Венцінгер і Іна Лор. У 1954 р. три названих інституції були організаційно об'єднані в Базельську музичну академію, зберігши певну автономію і колишні назви (в 1999 р. Schola Cantorum Basiliensis була перейменована в Інститут старовинної музики).

## Відомі викладачі
- П'єр Булез (клас композиції в 1961-1963 роки)
- Петер Лукас Граф
- Антоніо Менезес
- Іван Монігетті
- Едуард Тарр
- Кристіан Цимерман

## Відомі студенти
- Соль Габетта
- Гайнц Голлігер
- Тріо Savadi